# Балко-Грузский
Ба́лко-Гру́зский — хутор в Егорлыкском районе Ростовской области.
Входит в состав Балко-Грузского сельского поселения.

## География
Хутор расположен на реке Грузской (Балке Грузской, бассейн Еи).

## Население
| 1989 | 2002  | 2010 |
| ---- | ----- | ---- |
| 1072 | →1072 | ↘884 |

## Улицы
- ул. Заречная
- ул. Молодёжная
- ул. Парковая
- ул. Центральная
- ул. Школьная